# W. S. Gilbert

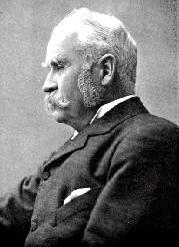
W. S. Gilbert

William Schwenck Gilbert (London, 1836. november 18. – London, 1911. május 19.) brit író, Arthur Sullivan zeneszerző vígoperáinak szövegkönyvírója.

## Élete
Apja, William Gilbert tengerészeti sebész volt, aki később regény- és novellaíró lett.
Gilbert azzal kezdte, hogy apja néhány történetét illusztrálta, majd 1861-ben önállóan kezdett illusztrált történeteket, verseket és cikkeket írni, hogy növelje bevételeit. A Bab-balladák címmel megjelent verseket és a novellákat későbbi műveihez, köztük Gilbert és Sullivan műveihez is felhasználták. A Bab-balladákban Gilbert egyedi stílust alakított ki, ahol a vígjáték egy nevetséges előfeltételezésből és a logikus konzekvenciák kidolgozásából jött létre, bármilyen abszurd is. Gilbert hetvenöt művének körülbelül felét 1871-től írta. Tom Robertson reformjait követően a rendezés művészetének megújítója is volt.
Amikor Gilbert írni kezdett, a színházak nagymértékben hanyatlóban voltak. Ő segített megreformálni és növelni a színház tekintélyét, kezdve a German Reed Entertainments című művével. A Frederic Clay által komponált Ages Ago 1869-es próbáján maga Clay mutatta be Gilbertet Arthur Sullivannek. Két évvel később elkészítették első közös munkájukat.
A szabadkőművességben tagja volt az aberdeeni St Machar 54. számú páholynak.

## Művei (librettók)
- Ages Ago (Fred Clay-jel, 1869)
- Our Island Home (Thomas German Reeddel, 1870)
- Thespis (1871)
- Pygmalion and Galatea (1871)
- Trial by Jury (1875)
- The Sorcerer (1877)
- H.M.S. Pinafore (1878)
- The Pirates of Penzance (1879)
- Patience or Bunthorne’s Bride (1881)
- Iolanthe (1882)
- Princess Ida (1884)
- The Mikado (1885)
- Ruddigore (1887)
- The Yeomen of the Guard (1888)
- The Gondoliers (1889)
- Haste to the Wedding (Grossmith-szel, 1892)
- The Mountebanks (Alfred Cellierrel, 1892)
- Utopia Limited (1893)
- The Grand Duke (1896)

## Mozi
Gilbert műveiből számos filmadaptáció született, amelyek nem csak operettjei képernyőváltozatai voltak. 1906-tól forgatókönyveivel közreműködött a Gaumont néhány kísérleti filmjében, amelyek a Chronophone-t hangrendszerként használták.

### Filmográfia (részleges)
- A mikádó kiemelt részei, rendező: Arthur Gilbert (1906)
- Here's a How-D'Ye-Do, rendező: Arthur Gilbert (1906)
- The Yeomen of the Guard kiemelt részei, rendező: John Morland (1907)
- Hope, rendezte: Rex Wilson (1919)

## Fordítás
- Ez a szócikk részben vagy egészben  a   William Schwenck Gilbert című olasz Wikipédia-szócikk ezen változatának fordításán alapul.  Az eredeti cikk szerkesztőit annak laptörténete sorolja fel. Ez a jelzés csupán a megfogalmazás eredetét és a szerzői jogokat jelzi, nem szolgál a cikkben szereplő információk forrásmegjelöléseként.

## Bibliográfia
- Gilbert and Sullivan – A Dual Biography (angol nyelven). Oxford: Oxford University Press
- Contradiction Contradicted – The Plays of W. S. Gilbert (angol nyelven). Associated University Presses. ISBN 0-8386-3839-2
- The Lost Stories of W.S. Gilbert (angol nyelven). London(?): Robson Books. ISBN 0-88186-735-X (USA) / (Britain) 0-86051-337-8

(Sok történetet tartalmaz Foggerty tündéréből és más mesékből)
- (angolul)Gilbert, W. S., The Realm of Joy, ed. Terence Rees, 1969, self-published, Nightingale Square, London. ISBN 0-9500108-1-2
- Arthur Sullivan – A Victorian Musican, Second Edition (angol nyelven), Portland, OR: Amadeus Press
- W. S. Gilbert, A Classic Victorian & His Theatre (angol nyelven). Oxford University Press. ISBN 0-19-816174-3